# آتیلیو پالاتینی
آتیلیو پالاتینی (انگلیسی: Attilio Palatini؛ زاده ۱۸ نوامبر ۱۸۸۹ درگذشته ۲۴ اوت ۱۹۴۹) یک دانشمند اهل ایتالیا بود.